# Porzana fluminea
Il voltolino australiano, schiribilla australiana o schiribilla macchiata australiana (Porzana fluminea Gould, 1843) è un uccello della famiglia dei Rallidi originario dell'Australia.

## Descrizione
Con una lunghezza di circa 20 cm, il voltolino australian è un rallide di piccole dimensioni, dalle regioni superiori di colore marrone striate di bianco e la gola e l'addome grigio-blu; i fianchi sono ricoperti da strisce bianche e il sottocoda è bianco. L'iride è di colore rosso, mentre il becco e le zampe sono di colore giallo-verde.
Il suo forte richiamo viene emesso generalmente in duetti, ma può anche produrre stridenti grida territoriali.

## Distribuzione e habitat
Il voltolino australiano è endemico dell'Australia. Si incontra lungo le coste orientali e meridionali del continente, comprese le regioni orientali della Tasmania, e lungo i fiumi che scorrono nelle regioni semiaride dell'interno, comprese alcune zone del bacino del Murray-Darling. È presente anche lungo le coste meridionali e occidentali dell'Australia Occidentale, dalle quali si disperde nell'interno e verso nord, fino al Kimberley. Dalle regioni sud-orientali del continente può disperdersi verso nord fino alle zone centrali del Queensland. È del tutto assente nelle regioni settentrionali del Queensland, penisola di Capo York inclusa, nel Territorio del Nord a nord del tropico del Capricorno, nella metà occidentale dell'Australia Meridionale e in quella orientale dell'Australia Occidentale.
Vive nelle zone di fitta vegetazione attorno alle paludi, sia di acqua dolce che salmastra, lungo le rive di laghi, fiumi e negli estuari.

## Biologia
Il voltolino australiano va in cerca di cibo tra la vegetazione che circonda le zone umide; spesso esce allo scoperto di prima mattina o nel tardo pomeriggio, spostandosi lungo i banchi di fango per catturare gli insetti acquatici e le altre creature lasciate esposte dalla bassa marea. Tuttavia, trascorre la maggior parte del tempo nella fitta boscaglia ripariale ed è molto difficile da avvistare, sebbene sia piuttosto facile udirne il richiamo.